# بازجویی (فیلم ۱۹۸۲)
بازجویی (لهستانی: Przesłuchanie) یک فیلم است که در سال ۱۹۸۲ منتشر شد. از بازیگران آن می‌توان به آگنیشکا هولاند اشاره کرد.